# レバノン内戦
- 古代レバノンの歴史
- 中世レバノンの歴史
- 近代レバノンの歴史
- 現代レバノンの歴史
- レバノン危機
- レバノン内戦
- 杉の革命
- レバノン侵攻 (2006年)

レバノン内戦（レバノンないせん、アラビア語: الحرب الأهلية اللبنانية, ラテン文字転写: Al-Ḥarb al-Ahliyyah al-Libnāniyyah）は、レバノンで1975年から1990年にかけて断続的に発生した内戦。その規模などから第五次中東戦争とも呼ばれる。
また1982年から1985年にかけてのイスラエル軍と多国籍軍の出兵期間はレバノン戦争もしくは第一次レバノン戦争と呼ばれる。

## 歴史的背景

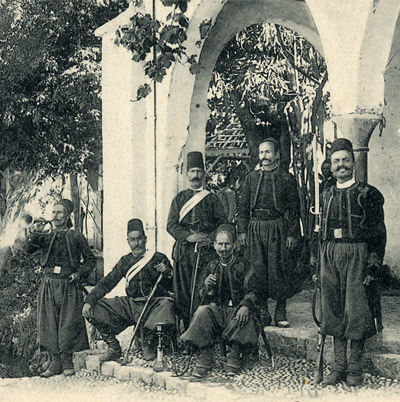
レバノン山脈のレバノン兵士（1861年〜1914年）

歴史的にキリスト教徒の多いレバノンは、第一次世界大戦から第二次世界大戦を経て周辺のアラブ国が独立すると、中東では数少ないキリスト教徒が中心の国家となった。元来のレバノンの領域は「小レバノン」と呼ばれ、これはオスマン帝国時代にこの地を支配したイスラム教の一派ドゥルーズ派の領主（アミール）ファハル・アッディーンの支配地を根拠とする。長らくこの地域こそが真のレバノンとされたが、第一次世界大戦後、事実上の宗主国となったフランスは元来のレバノン領域（小レバノン）を大幅に越えて、「大レバノン」と呼ばれる元来シリア領域とされるベッカー高原、レバノン北部及びトリポリ市、レバノン南部をも含めて国境線を作成した。これはマロン派を含めたレバノン独立運動を阻止したいフランスの分断政策の一つであった。この事がレバノン内戦を誘引する根本的な理由となった。
こうした理由から、レバノンという国家そのものが人工的なものであり、宗派別で国民・国家の意識の濃淡が激しかった。具体的に言えば、独立運動を牽引したのはマロン派とドゥルーズ派であり、この両派はレバノンに対する帰属意識が高いといわれる。一方、イスラム教スンナ派やシーア派、ギリシャ正教徒はもともと小レバノンには少なく、大レバノンに多く住んでいた。彼らの生活圏は元来シリアであり、ベイルートよりもダマスカスの方に帰属意識が強かったとされる。これらに対して、比較的最近になって移住してきたアルメニア人は内戦に積極的には関わらず、中立の姿勢を貫いていた。
しかも、こうした宗派はレバノン国内では圧倒的な多数派を形成せず、いずれもがほぼ同じ配分で存在する宗派社会であった。政治的影響を懸念して、レバノンでは過去に2回しか国勢調査が行われず、フランス統治時代の第二次世界大戦中に食糧配給のために調査したものは非公開、公開がなされたのは1932年の調査のみであり、これはキリスト教とイスラム教6：5という比率であった。この時の国勢を根拠として独立時に「国民協約」と呼ばれる紳士協定が結ばれた。これは大統領はキリスト教徒、首相はスンナ派、国会議長は同シーア派というように、宗派ごとの閣僚・議席のポストを配分したものであった。これは不文協定であり、暫定的であって国勢調査に基づいて変動が行われるという条件であったが、国勢調査は行われず、ムスリム人口の増加を無視する形でこの国民協約に則った国家運営が続けられた。このことが不利な立場を強いられるムスリムの反発を買った。
また、レバノンに存在する宗派は、ベイルートを除けばそれぞれ棲み分けを行っており、集落・学校・社会風習はもとより、軍隊の各部隊までも宗派別に区分されるという有様であった。この事が統一された国民国家の発達を阻害し、国家よりも自分が所属する宗派や組織に従うという部族社会的な状態が続いた。
こうした国民意識の希薄さは、内戦におけるシリアやイランの介入を誘き寄せる事にもなった。

## 推移

### バランスの崩壊

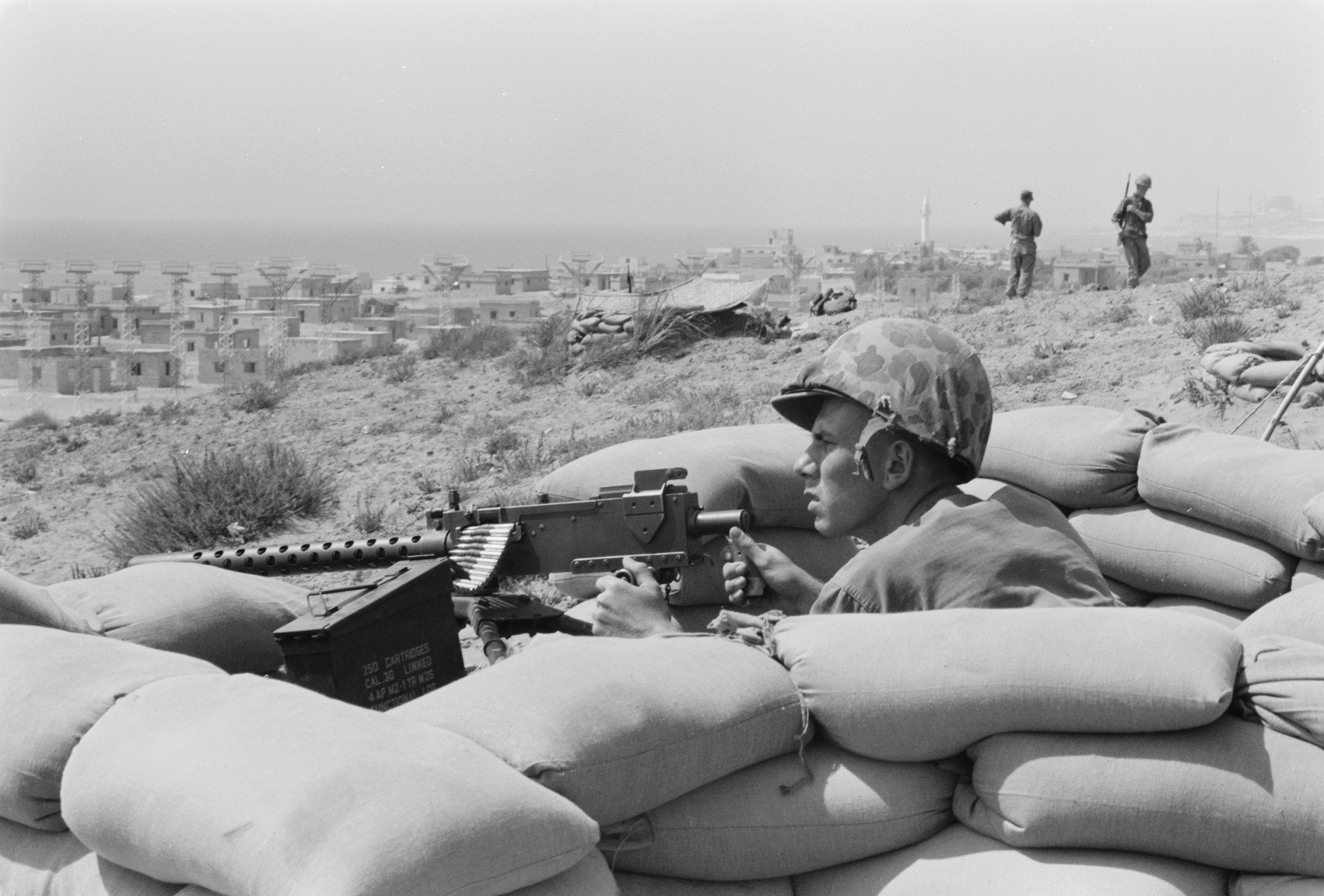
ベイルート郊外に展開したアメリカ海兵隊員（1958年）

1958年にはアラブ民族主義の台頭を背景に、ムスリムによるレバノン紛争が発生する。この時はアメリカ海兵隊が派遣されてすぐに鎮圧された。しかし、度重なる中東戦争、さらに1970年に発生したPFLP旅客機同時ハイジャック事件をきっかけに起きたヨルダンによるパレスチナ解放機構（PLO）追放（ヨルダン内戦、黒い九月事件）が発生すると、多数のパレスチナ難民がレバノン国内に流入。イスラム教徒数の自然増加と相まって政治バランスが崩れ始めた。国内にレバノン国軍以上の軍事力を持つパレスチナ難民の存在にマロン派からは懸念が示され、武力によって難民を追放しようという動きも出てきた。
PLOの流入の結果、流血の事態を恐れたレバノン政府は、彼らに対して自治政府並みの特権を与え、イスラエルへの攻撃も黙認する事となった（カイロ協定。1994年にイスラエル・パレスチナ間で締結された同名の協定とは別）。これは当初、極秘に取り交わされたが、マスコミに暴露された結果レバノン社会、特にマロン派に衝撃を与えた。この協定の結果、レバノン南部に「ファタハ・ランド」と呼ばれるPLOの支配地域が確立。国軍に彼らを押さえ込む力が無かった結果の措置だったが、イスラエルには明確な敵対行動としか映らなかった。イスラエル軍は空軍及び特殊部隊を動員してレバノン南部やベイルートを攻撃。当時の国軍は一定の空軍力こそ保有していたが（ミラージュ3EL戦闘機、ホーカー ハンター戦闘攻撃機を装備）、政治力学上の理由で報復する事はできなかった。この姿勢がムスリムの怒りを買う事となった。
結果、優位保守を主張するマロン派と、政治力強化を求めるムスリムおよびパレスチナ難民との間で対立が激化する。ファランヘ党をはじめとするマロン派の武装勢力は、アメリカやソビエト連邦から様々な重火器を調達し、自派の民兵組織を強化した。また、ムスリムもPLOやシリアから軍事支援を受け入れ、アマル（シーア派）やタウヒード（スンナ派）といった民兵組織を構築していった。1970年代前半には、高級リゾートホテルが立ち並ぶベイルート港に、次々に新品の軍用車両や火砲が荷上げされるという不穏な光景が数多く見られるようになった。

### 内戦勃発とベイルート分裂

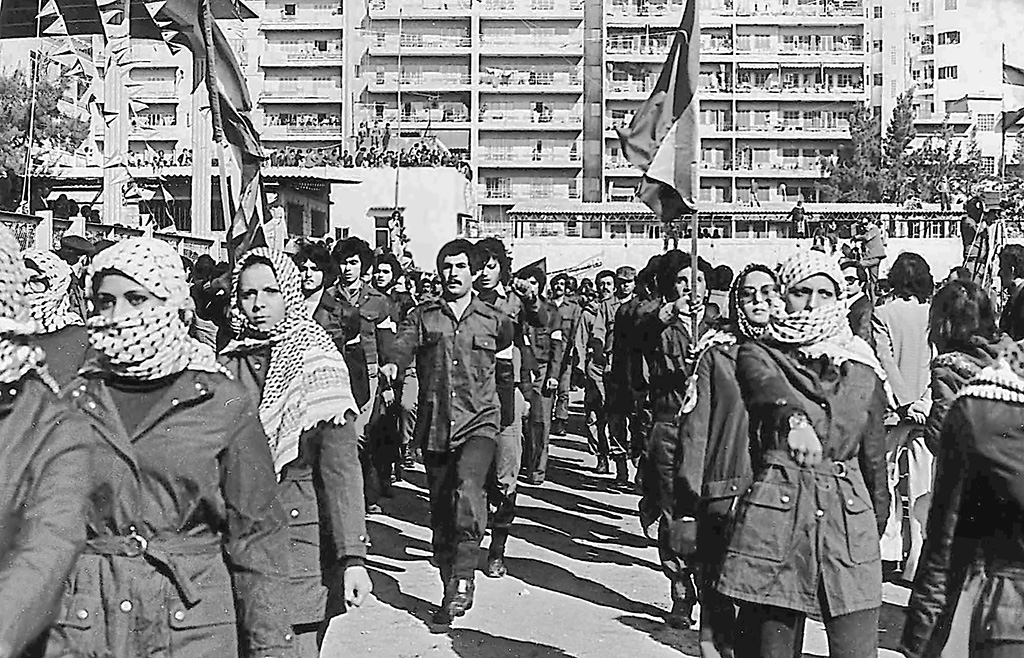
ベイルートにおけるファタハ民兵（1979年）

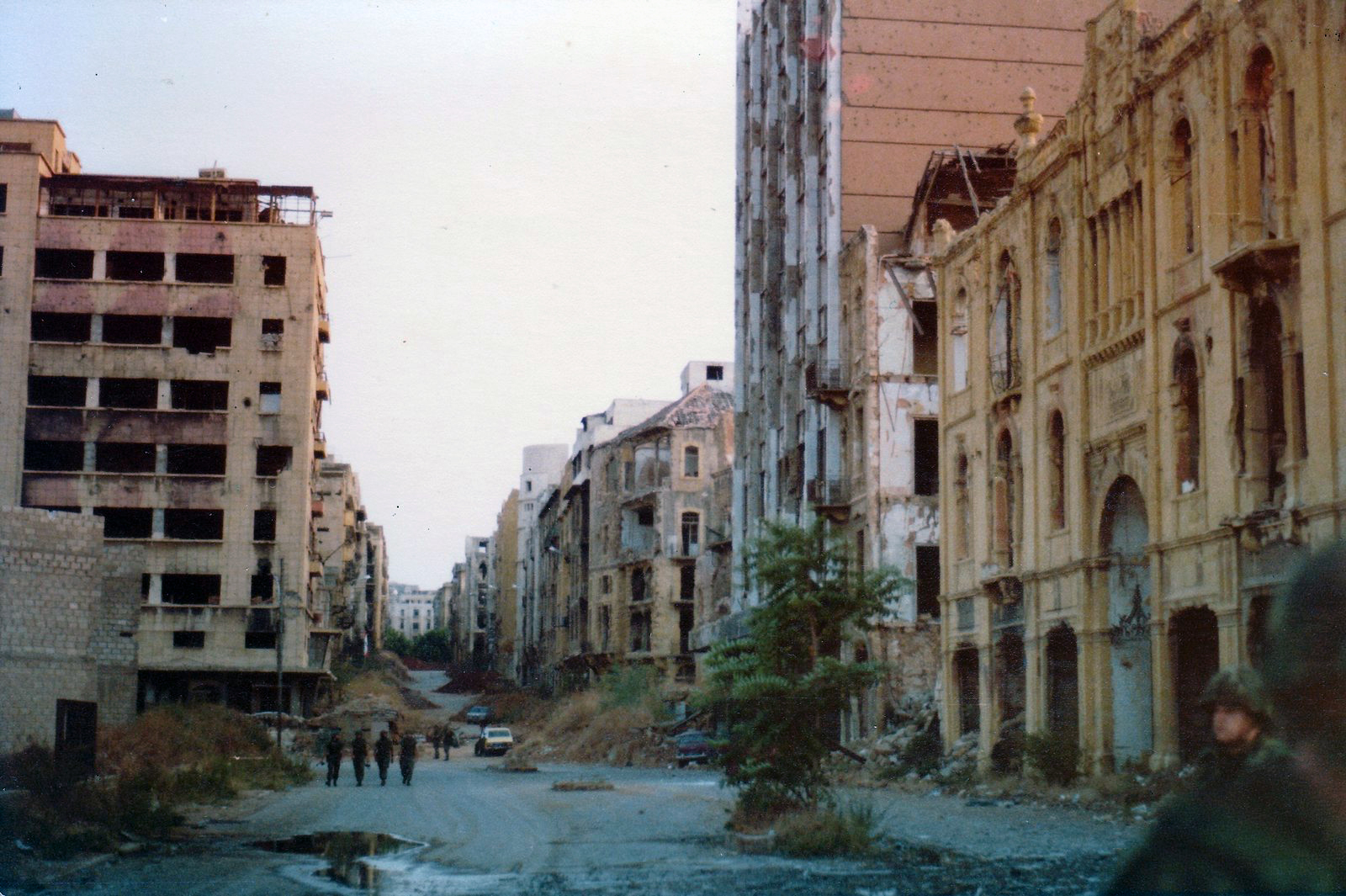
ベイルートに設けられたグリーン・ライン（1982年）

1975年4月13日、ベイルート郊外南部のアイン・ルンマーネ地区にあったキリスト教会でファランヘ党の集会が行われていた際、同じく集会を終えて帰宅しようとしていたPLO支持者達を乗せたバスが教会を通りかかり、興奮した支持者らが教会に発砲、ファランヘ党側もこれに応戦して銃撃戦に発展し、27名が死亡した。この事件は、地名を取ってアイン・ルンマーネ事件（またはバス虐殺事件）と呼ばれ、衝突は14〜15日も続き、トリポリ等の主要都市にも拡大、100名以上が死亡するなど、不毛の内戦の始まりとなった。また、同じ時期に南部の港町サイダにおいても、スンナ派の漁民とマロン派系の水産会社の間で設定した漁業権を巡って騒乱が発生した。国軍がこれの鎮圧に乗り出したものの、武装した漁民によってヘリコプターを撃墜される事件が起こり、この騒乱もイスラム教左派を煽動する事になった。この間、アラブ連盟事務総長とシリア外相の調停工作で、4月16日に一旦停戦した。しかし、5月19日深夜にベイルート東部のデクタワー地区でパレスチナ・ゲリラとファランヘ党武装グループとの戦闘が発生し、停戦は破られた。5月24日にはこの衝突の責任を取ってラシード・アッ＝スルフ首相が辞任、ヌールッディーン・アッ＝リファーイーによる軍人政権が成立したが、ムスリムと左派政党が激烈な反対運動を全土に渡って展開し、僅か3日で退陣に追い込まれた。パレスチナ・ゲリラとファランヘ党との対立・抗争は、次第にファランヘ党を中心とする右派勢力と、ムスリムを中心とする左派勢力との政治的衝突という形になっていった。
戦闘そのものはライフル・機関銃・ロケット弾等による散発的なものであったが、マロン派とイスラム教・PLO双方の民兵組織は、対立する宗派の市民を次々に誘拐・拷問・処刑するという残虐行為を繰り広げた。特に週末は「ブラック・マンデー」と呼ばれ、虐殺が頻発した。車爆弾も次々にベイルート市内に置かれ、要人を含め多数の市民が殺傷された。誘拐は外国人観光客や外交員もターゲットとなった。当初は中立姿勢を保っていたドゥルーズ派も信徒が殺害された事により、マロン派と対立していく事になった。こうした事態に警察は対応できず、警官の職務放棄が相次いだ。また、政治や宗教と直接関係のない犯罪集団も跋扈し、ベイルートは無法地帯となった（PLOや各民兵組織はそれらの犯罪集団を配下に置き、彼らが強盗や誘拐の身代金などで得た金品を軍資金にしたという指摘もある）。持ち主が逃げ出して無人となった海岸沿いのホテルや観光施設は民兵組織によって占拠され、1975年10月以降、各宗派の民兵達はホテルを要塞化し、互いの陣地と化したホテル目掛けて銃砲撃を繰り返した（ホテルの戦い）。戦闘で廃墟となったこれらの高層ホテルは内戦後も放置され、ベイルートの風景として長く残り続けた。
こうした結果、ベイルートはムスリム・パレスチナ難民の多い西ベイルートと、マロン派の居住する東ベイルートに分裂した。東西の境界線には「グリーン・ライン」とよばれる分離帯が築かれた。これはキプロス島に設置された同名の地域とは異なり中立地帯では無く、時には双方で戦闘が起こり、平常時でも周辺の廃墟に狙撃兵が潜む危険地帯であった。内戦当初は必ずしも各宗派の住み分けが明確化していたわけでなく、政治と距離を置いていた住民は仕事などでグリーン・ラインを跨いで東西のベイルートを行き来する事もあり、結果多くの一般市民が巻き込まれて死傷したといわれる。また、セルビスといわれるタクシーの運転手達は、グリーン・ラインを通る時は標的にならぬよう全速力で突っ切る事を強いられた。
こうして、大戦後に中東随一の貿易港および観光地として発展し、「中東のパリ」と謳われたベイルートは見る影もなく荒れ果てた。

### シリア軍侵攻
寄合所帯であるレバノン政府は内戦を収めるには全くの無力であり、国軍も脱走兵が相次いで機能を喪失してしまった。特にムスリムの兵士は、所属宗派の民兵組織に逃げ込み、一部は「レバノン・アラブ軍」という反乱軍を結成した。1976年3月以降、ファランヘ党を始めとするマロン派民兵組織は、軍事力の豊富なPLOやアマルに次第に追い詰められていき、東ベイルートやジュニエといった自派の町に閉じ込められてしまった。
こうしたレバノンの事態に、隣国シリアは当初は中立的な立場から静観し、1976年2月には「ダマスカス合意」と呼ばれる政治改革案を当時のスライマーン・フランジーヤ大統領に宛てて発表した。この合意は穏健的な政治・社会改革を目指すものであった。しかし、これは基本的に内戦以前のレバノンの現状を維持するものであり、ムスリム左派には強い不満を残すものであった。特にドゥルーズ派やPLOからは強い反発が生まれた。
ドゥルーズ派の名家出身であり、熱心なソ連支持者でもあった社会主義進歩党指導者のカマール・ジュンブラートもPLOとの連携に積極的であり、レバノンにおけるアラブ民族主義政権樹立を目指していた。彼は内戦勃発前の1968年に「レバノン国民運動」と呼ばれる左派連合体を成立させ、マロン派に偏重している政治権力を取り戻し、汎アラブ主義国家を樹立させる事を目標とした。ジュンブラートにとって、この内戦はその夢が実現する好機であった。
1976年5月、シリアがレバノン政府の要請に基づいて侵攻してきた。シリアにとってはドゥルーズ派とPLOの推し進める革命は、イスラエルのレバノン・シリア攻撃を誘発すると考えていた。このため、軍事力によって急進派のPLOやドゥルーズ派を制圧したのである。PLOや左派、そしてアラブ社会からはシリアの行動に対して非難が出された。1977年3月、シリアを裏切り者として特に非難したジュンブラートは何者かによって暗殺された。
シリアの軍事介入により、内戦は一時的に沈静化する。しかし、和平に失敗した上にマロン派とシリア軍、さらにPLOとの対立で再燃化してしまう。特にシリア軍の行動はPLOに不信感を与えたが、マロン派内でも分派し、1976年9月に反シリア・パレスチナを旗印にしたレバノン軍団（LF）が結成された。シリア軍とLFは散発的に衝突し、PLOやドゥルーズ派とも戦闘を繰り広げた。劣勢であったLFはイスラエルの支援と介入が不可欠と目論み、内戦への同国の参入の機会を模索した。

### レッド・ライン協定
1976年の軍事介入の際、シリアはイスラエルとの間で（実際にはアメリカの仲介を持って）レッド・ライン協定と呼ばれる取り決めを行っていた。これは、ベイルート以南に旅団規模を上回るシリア軍主力部隊を駐留させず、レバノンにおいてイスラエルを射程圏内に収める長距離砲・ミサイル・ロケット弾を配備せず、また、一切の戦闘機・爆撃機をレバノン国内に駐留させないという不文律であった。また、こうした兵器を用いて必要以上にキリスト教徒に危害を加えないという条件も加えられていた。軍事介入はあくまで内戦終結を目指すものであり、イスラエルに対する敵対行動でない、という事を証明するものだった。

### イスラエル侵攻

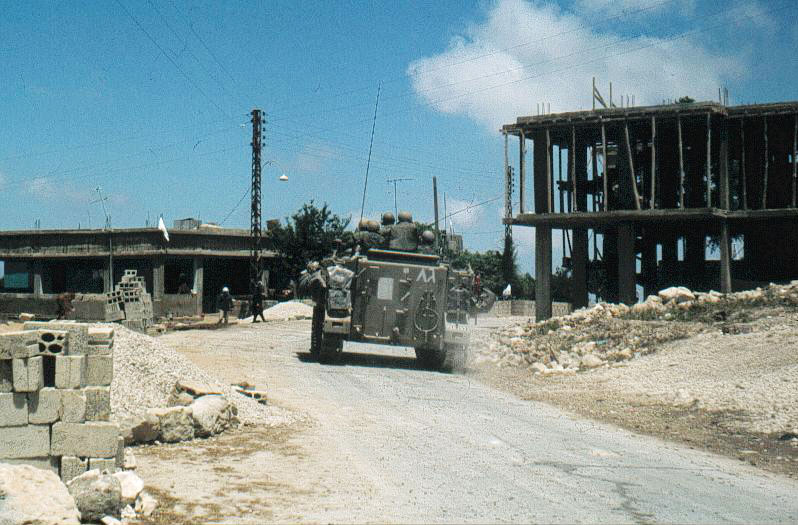
南レバノンに侵入したイスラエル軍（1982年）

LFはレッド・ライン協定に着目し、1978年に検問で自派部隊をシリア軍とわざと衝突させた。これに怒ったシリアは、協定を無視してマロン派の拠点である東ベイルートに砲撃を加えた。イスラエルは協定違反としてシリアを非難した。さらに特殊部隊と空軍機を出動させ、リタニ川以南のレバノン南部を占領した（リタニ作戦）。しかし、イスラエル軍による占領は国際的批判を免れず、イスラエルはレバノン国軍の元将校であるサアド・ハッダード少佐に占領地を譲り渡して代理で支配させた。ハッダード少佐は占領地で「自由レバノン軍」という民兵組織を結成し、イスラエルの傀儡部隊として協力した（その後、ハッダード少佐は病死し「南レバノン軍」と改称された）。
1980年にはレバノン各地でシリア軍とLFが衝突した。LFは東ベイルートとベッカー高原を結ぶ軍事道路を構築しており、シリアはLFの陣地に攻撃を仕掛けると、LFはイスラエル軍に対して救難を要請し、イスラエル空軍の戦闘機がシリア空軍のヘリコプターを撃墜した。シリアはこの報復としてレッド・ライン協定に反して地対空ミサイルをベッカー高原に配備した。協定は有名無実になりつつあり、一触即発の事態に陥っていたが、1981年のアメリカの仲介によって、シリアとイスラエルの衝突は避ける事ができた。

### レバノン戦争と多国籍軍の進出

ベイルートの殉教者広場（1982年）

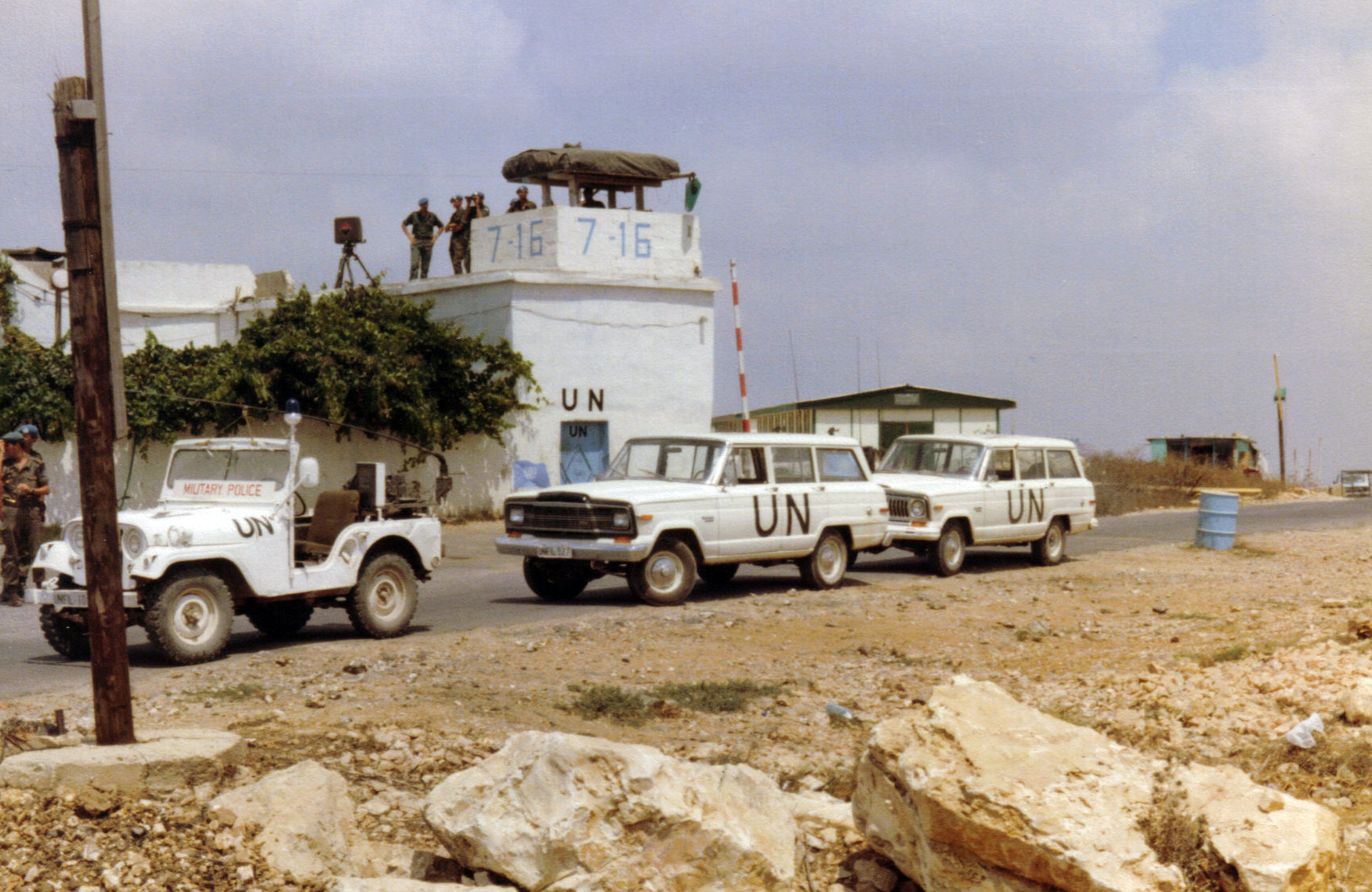
UNIFILオランダ軍部隊の基地（1981年）

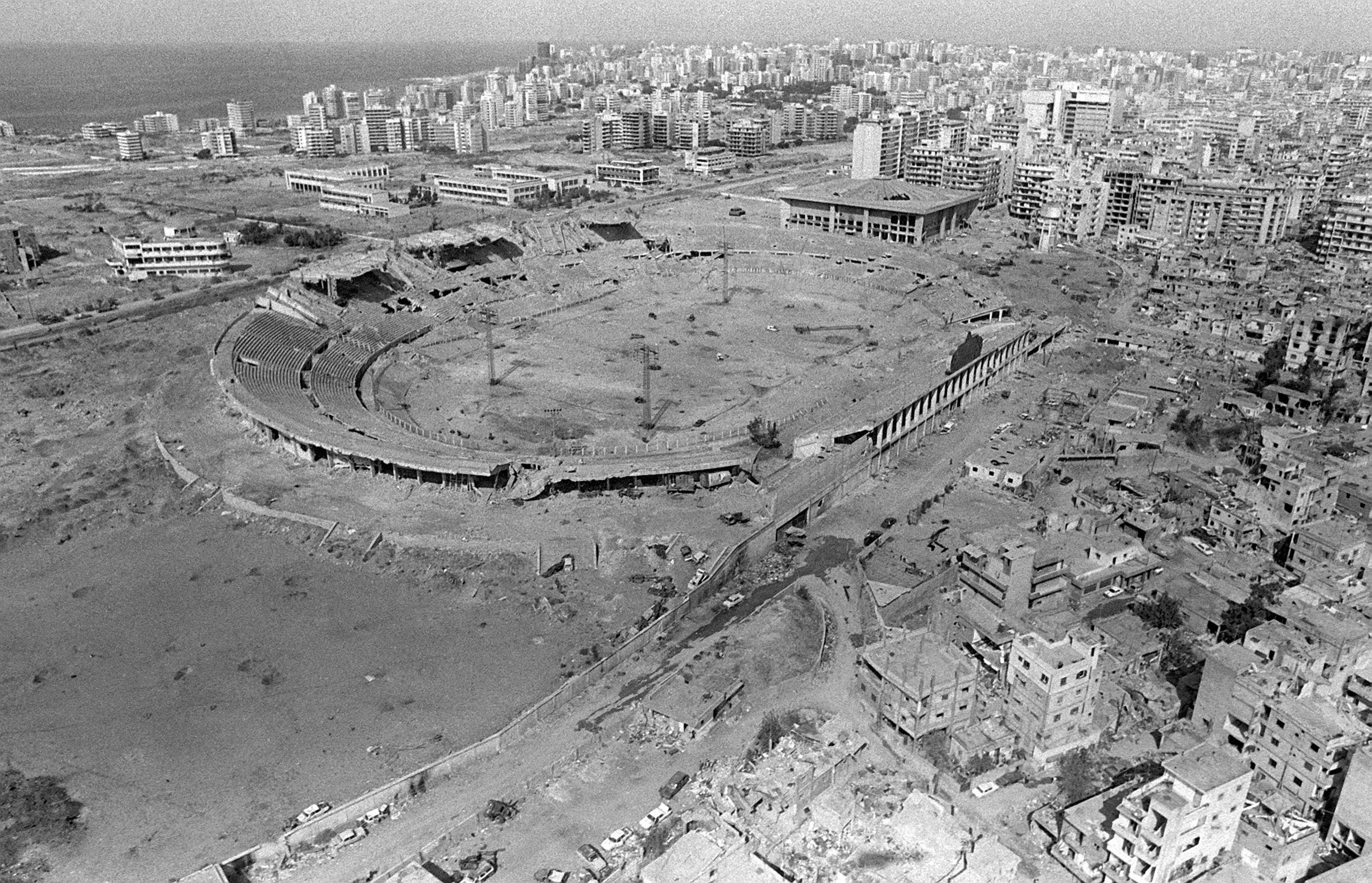
PLOの弾薬デポとなった陸上競技場（1982年）

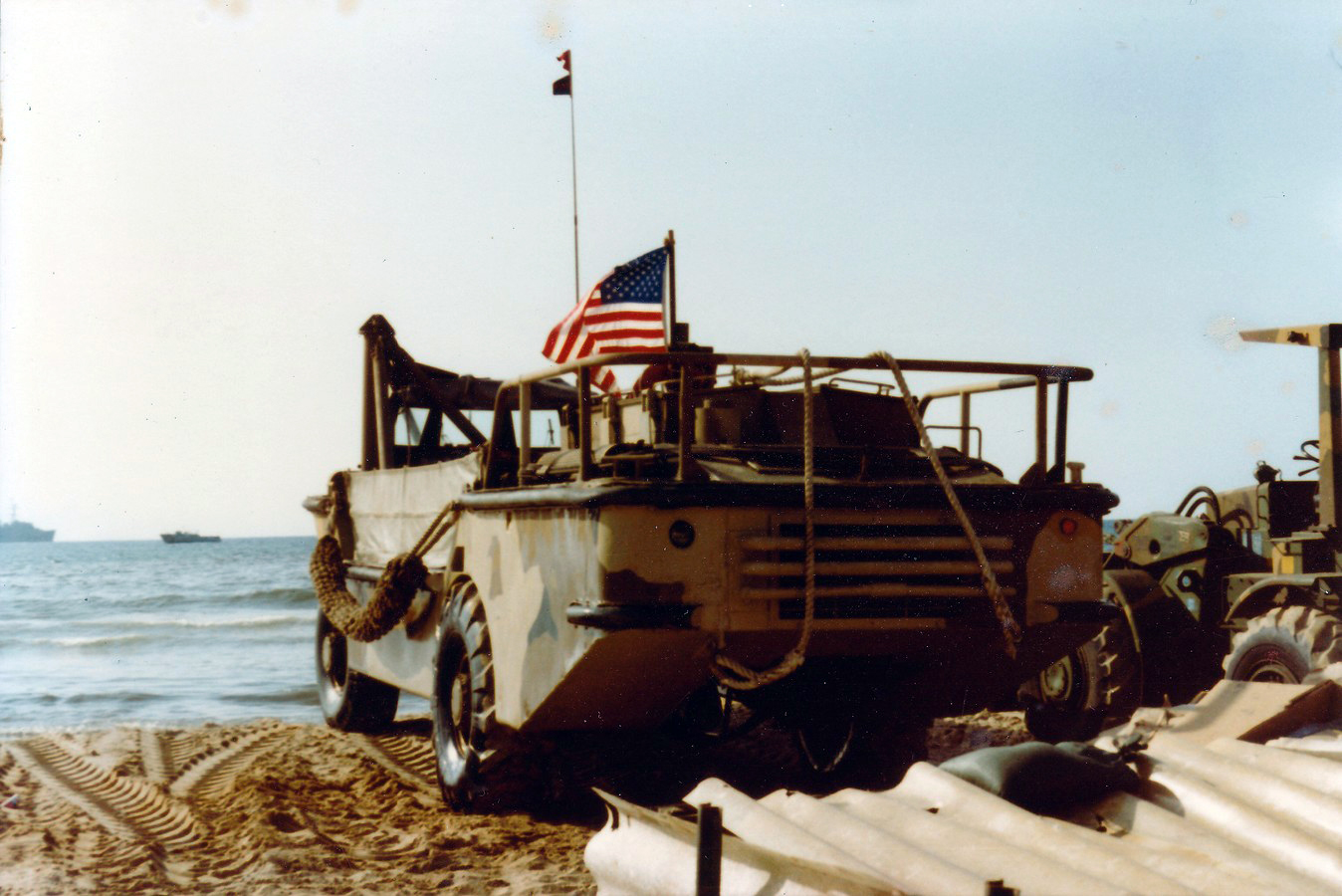
上陸するアメリカ海軍の水陸両用車（1982年）

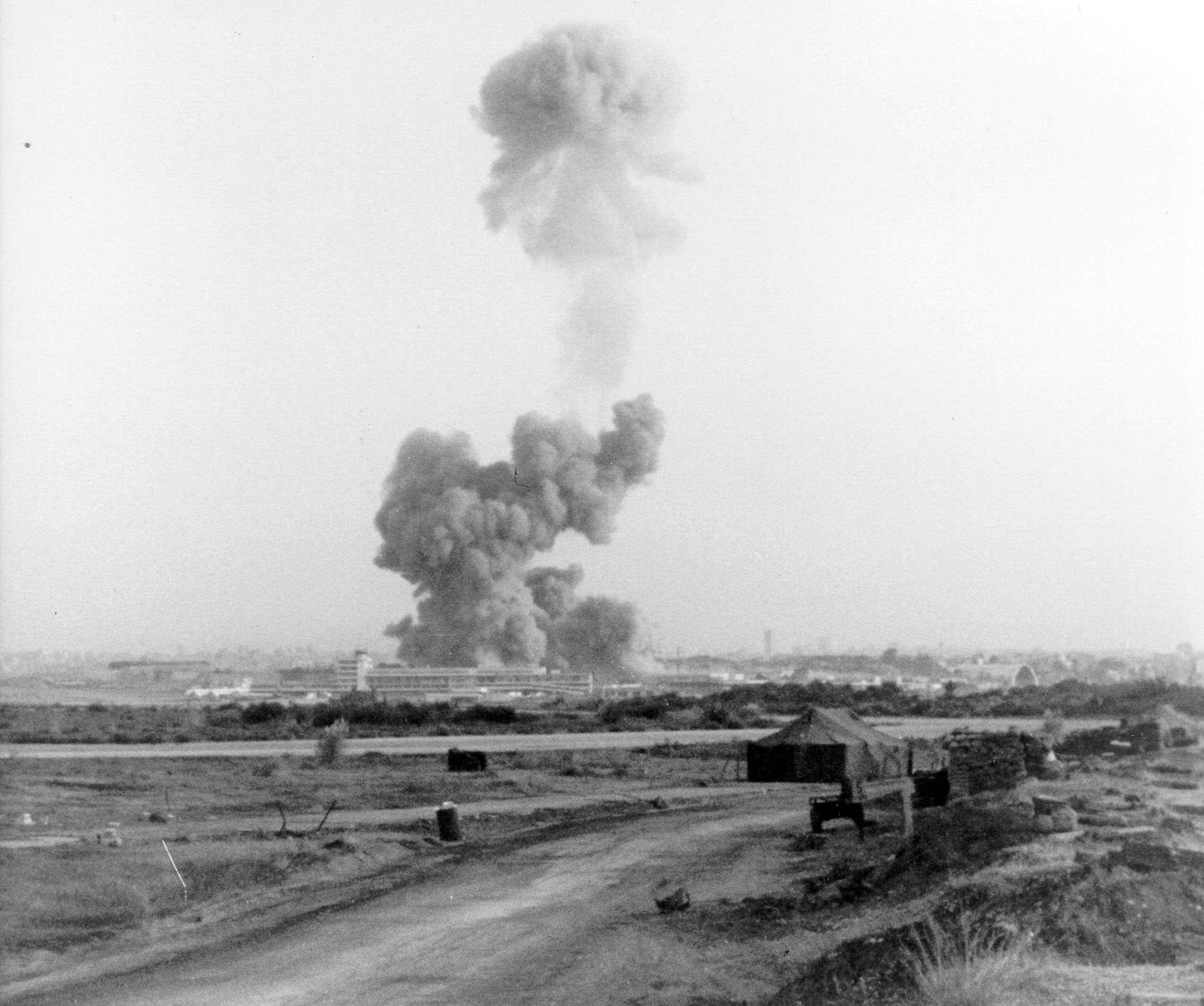
爆発直後に撮影された、煙が上がるベイルート国際空港のアメリカ海兵隊兵舎（1983年）

1982年6月6日、PLOによる駐英大使へのテロの報復と、PLO撤退のためとして、隣国のイスラエルが越境して侵攻する（レバノン戦争、ガリラヤの平和作戦）。イスラエル軍はLFやアマルと組み、レバノンに駐留するシリア軍を壊滅させた。この際、国産戦車メルカバを初めて実戦投入し、ソ連製の最新鋭戦車であったシリア軍のT-72を多数撃破する戦果を挙げている。6月13日に西ベイルートへ突入、国際的非難を受けながらもベイルートの包囲を続けるが、西ベイルートが占領されたことで徹底抗戦していたPLOも8月21日に停戦に応じ、8月30日にヤーセル・アラファート率いるPLO指導部および主力部隊はチュニジアへ追放された。ここでアメリカ、イギリス、フランス、イタリアなどはPLO部隊撤退後のパレスチナ難民に対する安全保障という名目で、レバノンに多国籍軍を派遣した。
イスラエルとしてはレバノンを親イスラエル国家として転換させ、シリアひいてはアラブの影響力をレバノンから排除したかった（これにはイスラエルが、アメリカのジミー・カーター大統領の仲介で成立したエジプトとの単独和平を意識していたとする指摘もある）ため、ファランヘ党創設者ピエール・ジェマイエルの息子で、親イスラエル・反シリアの急先鋒であり、LFの若いカリスマ的指導者であったバシール・ジェマイエルを大統領に就任させるつもりであった。バシールは1982年8月の大統領選挙において、ムスリム左派のボイコットを受けながらも当選したが、翌9月にファランへ党本部で演説中、爆弾テロによって就任前に暗殺されてしまった。後にテロの実行犯として逮捕されたのはシリア社会民族党の党員であったが、親イスラエル政権の樹立に失敗したイスラエルは、この事件をPLO残党の犯行とみなした。当時、LFの情報担当者といわれていたエリー・ホベイカ率いる部隊は、イスラエル軍の監視の下、パレスチナ難民キャンプを襲撃し、多数の難民を虐殺した（サブラー・シャティーラ事件）。この事件によって、虐殺を黙認したイスラエルには特に国際的非難が高まり（イスラエルはキャンプ内においてパレスチナ人の捜査をLFに指示したと主張）、当時のアリエル・シャロン国防相が辞任する事となるが、ホベイカは後述するように親シリアともいわれており、真相は必ずしも明白ではない。

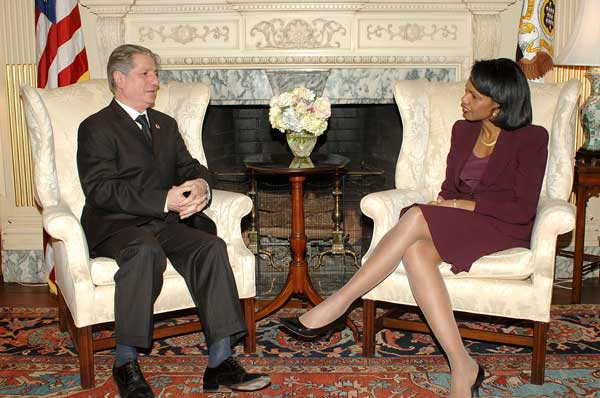
アミーン・ジェマイエル

バシール亡き後、穏健派と目された兄アミーン・ジェマイエルが大統領に就任した。イスラエルは彼とエジプトに続く中東和平条約「イスラエル・レバノン平和条約」を結ぶが、アミーンに弟ほどの人気や政治力は無く、また世論の激しい反発を招いた事から、最終的に1984年2月に破棄された。パレスチナ難民の安全保障を目的としたはずのアメリカ・イギリス・フランスなどの多国籍軍は、内戦終結を望まない各派民兵組織や政治指導者に翻弄される事になる。すでに形骸化していた国軍は、アメリカ海兵隊の訓練と支援により再生され、西ベイルートを中心に若者が召集された。だが、アミーンはやがてイスラム教やシリアに対して強硬な態度で臨む様になっていき、1987年5月21日にカイロ協定を破棄している。この態度は両者の怒りを生み出し、シリアはアマルやドゥルーズ派のほか、新興勢力であったヒズボラに対してテロリズムも含めたあらゆる支援を与える事となった。

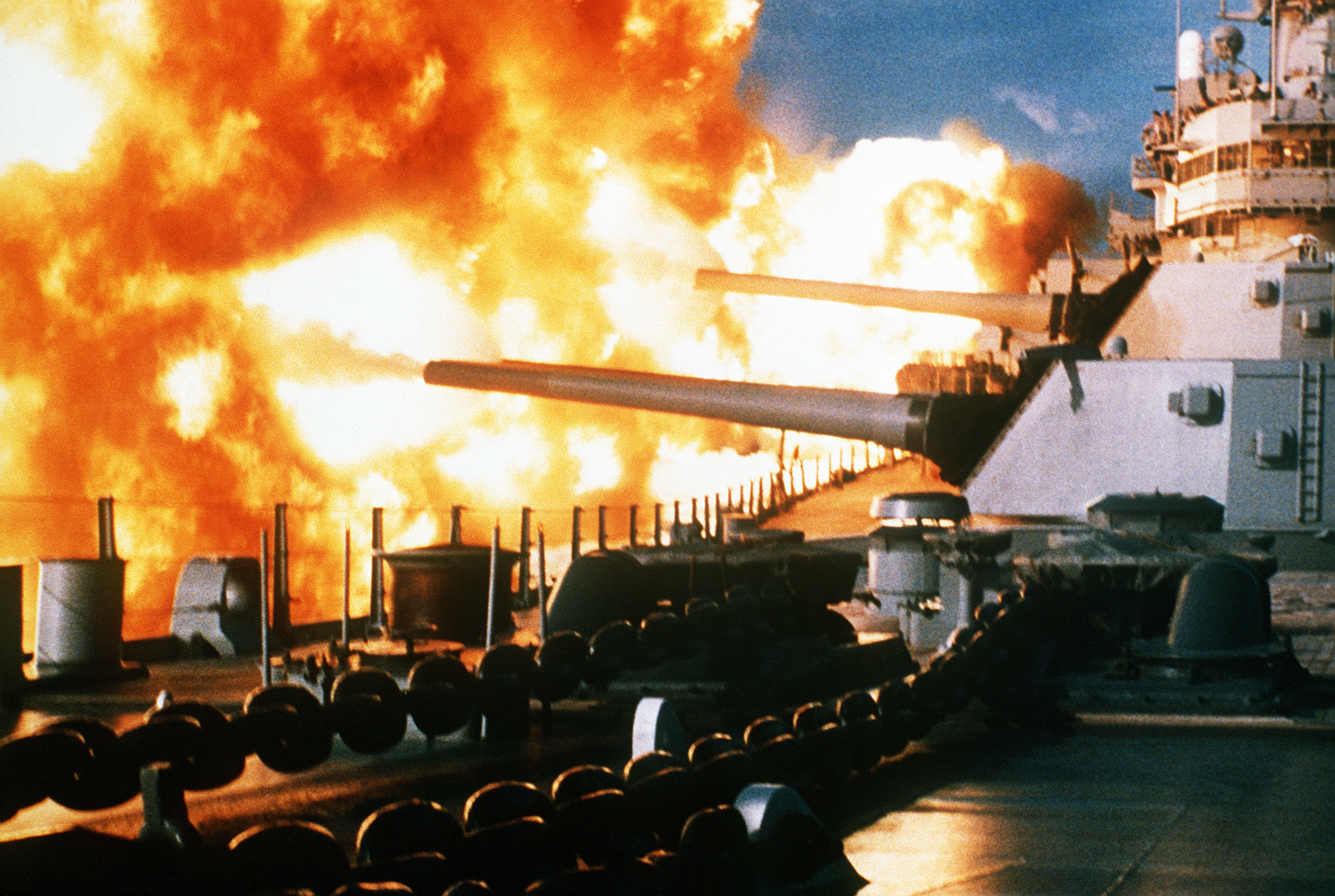
砲撃を行う戦艦ニュージャージー（1984年）

### 山岳戦争
再建された国軍はLFと共に、イスラエル撤退後のレバノン中部シューフ山地（ドゥルーズ派の本拠地）に生じた空白地帯の奪取に乗り出した。ドゥルーズ派やアマルもまた奪還に乗り出し、国軍・LFと激突する事となった。この「山岳戦争」において、国軍は多国籍軍に空爆や艦砲射撃による援護を要請。イスラム教民兵組織が内戦終結の阻害と考えていた多国籍軍は、艦載機や戦艦を繰り出してイスラム民兵に攻撃を加えた。しかしこの多国籍軍の軍事介入は功を奏せず、海軍機に損失が出る一方で、多国籍軍の意味合いを変質させる事となった。
山岳戦争は「捕虜の存在しない戦争」ともいわれ、LFとムスリム左派（特にドゥルーズ派）は敵意を剥き出しにして戦った。いずれの勢力も戦闘で捕らえた兵士・非戦闘員を競うように殺害し、戦闘と関係の無いシューフ山地にある対立する宗派の村落も多くが破壊され、住民は虐殺されるか追放の憂き目に遭った。この戦争でシューフ山地に住んでいた多くのマロン派住民は、東ベイルートやジュニエといった同派の都市に難民として逃れ、内戦以来の住み分けが完成する状態にまで至った。

### 多国籍軍撤退
さらに、1983年4月18日にはアメリカ大使館に対する自爆攻撃が発生（アメリカ大使館爆破事件 (1983年)）し、10月23日には海兵隊駐屯地が襲撃され、シリア軍との戦闘にまで発展した（ベイルート・アメリカ海兵隊兵舎爆破事件）。続いてフランス軍、イタリア軍の駐屯地、イスラエル軍の指揮所にも自爆攻撃が仕掛けられた。これらの実行犯は当時、急成長しつつあったヒズボラの下部組織であった。ヒズボラは元々「イスラーミーヤ・アマル」というアマルにおけるイスラム主義を主張する非主流派であったが、「同胞の支援」を掲げて来訪したイスラム革命防衛隊の将兵達によって編成・訓練された上で分派した民兵組織であった。シーア派はレバノン南部に多く住み、常にイスラエルの攻撃に曝されていたが、パレスチナ問題には比較的冷淡であった。このため、傲慢さのあるPLOの支配に反感を覚え、イスラエルの「解放」に歓迎の姿勢を見せる者さえいた。しかし、イスラエルは彼らの考えや立場を理解せず、同派の重要な宗教行事を妨害し中止命令を出した事によって、一気に反発が高まった。
シューフ山地における戦闘も国軍・LFの敗北が決定的となり、ヒズボラの大規模自爆テロの衝撃から1984年2月、アメリカ海兵隊の撤退を皮切りに多国籍軍は撤退を余儀なくされる。サブラ・シャティーラ事件の国際的な非難のなか、イスラエルもまたレバノンから撤退するが、南部国境地帯を半占領下に置いたままであった。逆にアマルやドゥルーズ派はシューフ山地の奪還に成功し、ついには西ベイルートからも国軍を放逐。再建された国軍は再び瓦解し（ムスリムが中心の部隊はアマル等の指揮下に入った）、東ベイルートに閉じ込められる事となった。

### 内戦の泥沼化

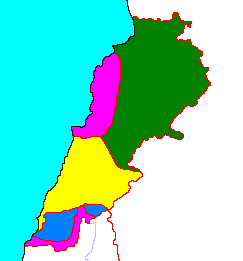
1983年時点のレバノンの勢力図。 緑色はシリア、紫色はキリスト教、黄色はイスラエル、青色はUNIFIL駐在地域。

これ以降、国際社会の内戦介入失敗を経て、内戦の対立は宗派を超えて細分化していく。ヒズボラは政治的な理由に基づく外国人誘拐を繰り返し、内戦終結まで続ける事となった。この連続誘拐はアメリカを始め各国の怒りを買い、一時は再び多国籍軍によるレバノン攻撃が計画されたほどであった。1980年代後半に政府が実質的な支配においていたのは電話のみであり、唯一機能していた政府機関は中央銀行であったという逸話まである。多国籍軍による再建が失敗した国軍は宗派・地域ごとに再び分化された。キリスト教徒の将兵で占められている東ベイルート周辺の陸軍部隊や海空軍を除くと、ムスリム主体の部隊はアマルなど民兵組織の指揮下にある有様であった。それでも国軍は形式的には存続し、予算配分と装備供与のみは律儀に続けられた（しかし、その多くは民兵組織に横流しされた）。だが、国軍は後述の「解放戦争」が勃発するまでは、再び内戦への介入に消極的となった。
イスラエル、アメリカなどが後退した状況下で、シリアは自国を軸とする内戦終結を目論んだ。1984年3月にはローザンヌにおいて民兵組織指導者を集めた「国民和解会議」を主催、9月にはレバノン憲法起草委員会を召集して改憲案を提出させるが、いずれもレバノン政府の存在を無視した事、現実的な利権を無視した事などから成功しなかった。
産業は内戦によって壊滅状態となったが、各民兵組織は群雄割拠の無政府状態を利用して、ベッカー高原を中心に麻薬産業を発達させていく。キリスト教徒とムスリムはあらゆる場面で対立したが、麻薬産業のみ生産はムスリム、密売はキリスト教徒という奇妙な「役割分担」が成されていたという。さらに各派民兵組織は支配地域で「税金」と称して様々な金銭を住民から徴収していた。例えば、国内のあらゆる場所に設置された民兵組織の「検問」は、「交通税」を徴収する貴重な資金源であった。また、石油にしても政府が設定した石油税とは別に、民兵組織が独自に石油税を設定して上乗せし、実際には政府の石油税も民兵組織が資金源としていた。どのような宗派の国民であれ、その社会で出世したいのであれば民兵組織に入らなくてはならない、というのが暗黙のルールになっていた。
1980年中盤以降はこうした現実的な利権を巡って、各民兵組織が泥沼の紛争に突入していく。ときには同じ宗派内においてさえ対立が発生した。内戦の長期化は、主義主張の争いから利権の争いに変質させた。マロン派においても、ファランヘ党のような伝統的親シリア派とは別に、自分達の身分を保証するのであれば親シリアでもかまわないという現実路線が生まれてきた。反シリア派であるLFでも、ホベイカの様にシリア支持に乗り出す幹部が現われてきた。パレスチナ難民虐殺事件の中心的人物ともいわれる彼を、シリアは特にマロン派の切り崩しのために利用しようとしたが、反シリア派の若手指導者であるサミール・ジャアジャアとの権力闘争に敗れ、ホベイカはシリアの庇護を求めてベッカー高原に逃亡した。
イスラエル侵攻後、半ば撤退していたシリア軍は治安維持を名目に再進出し、PLOも多くがレバノンに舞い戻ってきた。しかし、シリアにとってPLOは邪魔な存在であり、1986年には再進出したシリア軍とアマルによるパレスチナ難民キャンプへの攻撃が行われた。なかでもPLO支持の難民キャンプを包囲し、アマルはキャンプに対する飢餓作戦と執拗な銃砲撃を加えたため、多数のパレスチナ難民が死傷する事となった（キャンプ戦争）。また、世俗主義であるアマルと原理主義のヒズボラ、ドゥルーズ派とアマルなど、ムスリム左派において内紛が頻発し、その都度シリア軍が沈静化に乗り出した。
このような中、国軍の中からシリア排除を要求するミシェル・アウン陸軍大将が台頭してきた。彼の考えは、統一されたレバノン国家を誕生させる事にあり、具体的にはレバノン社会からの宗派主義の排除、民兵組織解体による中央集権政府・軍の樹立、シリア・PLO排除によって外国から主権を取り戻すというものであった（イスラエルに対する姿勢ははっきりとさせていなかったが、後述の解放戦争においてはイスラエルの軍事介入を拒否している。なお、2006年時点で、アウンは有力な野党指導者としてアマル・ヒズボラと協力関係を結んでいる。2016年10月にレバノン共和国大統領に就任）。ホベイカ逃亡後、LFの指導者となったジャアジャアはアウン率いる国軍に急接近していき、再び反シリアを強めていった。アウン・LF連合軍には、シリアと対立するイラクが支援に乗り出し、イラン・イラク戦争の終結で余剰となった武器弾薬や車両を提供した。

### ターイフ合意
この一方で、和平を求める動きも見られ、サウジアラビアの仲介で内戦を終結し国家再建を目指すターイフ合意（名称はサウジアラビアの都市名に因む）が国会議員団によって1989年に採択される。当初この合意への調印に各派民兵組織指導者とシリアは消極的であったが、サウジアラビアの説得によりシリアは賛成に周り、民兵組織もヒズボラ、親イスラエルの南レバノン軍、アウン派などを除いて、多くの組織が承諾。その後、ヒズボラは消極的賛成にまわり、南レバノン軍は合意そのものを黙殺。そして、アウン派はこの合意への同意を頑なに拒否した。
1988年、アミーン・ジェマイエル大統領が任期満了となったが、元来イスラム教のポストである首相にマロン派であるアウンを任命していた。この直後に、アミーンはレバノンから亡命同然にアメリカへ移住、一時的に大統領が空位となる異例の事態となった。シリアは、反シリア派であるアウンの首相就任を拒絶し、伝統的に首相を輩出しているスンナ派からサリーム・フッスを首相に就任させた。そして、シリア支配地域であるベッカー高原のラヤクにある事実上の休眠状態に陥っていた空軍基地に国会議員を召集させ、名家出身の政治家であるルネ・ムアワドを大統領に就任させた。
この結果、反シリア派のアウン「首相」と、ターイフ合意を旗印としたムアワド大統領の二重権力が存在する事態となった。だが、後者は影響力が少なく、ベイルート東南のバーブダにある大統領府はアウン派が占有しており、ムアワド側はベッカー高原を出る事すらままならず、遂には1989年11月22日に車爆弾によるテロで暗殺された。後継には海軍のエリアス・ハラウィが就任し、シリアのバックアップの下、アウン派と対峙していくことになっていく。
アウン派は、キリスト教徒に徹底抗戦を呼びかけた。しかし、イラクはクウェート占領を経て湾岸戦争に突入して支援が途絶、またイラクから支援を受けていた事から、アメリカなどはムアワド及びハラウィの政権に正当性を認め、外国からのアウン派への支援は絶たれた。さらにLFを含めた民兵組織の解体と中央集権体制の樹立を目論むアウンと、LF主導のマロン派国家樹立を目指すジャアジャアは対立し、連合軍は決裂した。この結果、元来戦闘の少なかった東ベイルートやジュニエにおいても、マロン派同士の戦闘が発生した。また、イラクがアウン派に対して、マロン派支配地域からシリアの首都ダマスカスを射程圏内に入れるソ連製短距離地対地ロケット・FROGを供与したという噂も流れ、緊張状態が加速した（現実には供与されなかった）。
アメリカは、湾岸戦争へのシリア出兵の見返りとしてシリアに内戦終結を一任する事となった。アメリカの後ろ盾を得たシリアは、イラクの影響力排除も目論んで最も大規模な軍事作戦を行う事となった。

### 解放戦争
追い詰められたアウン派はシリア軍と対決した。この戦闘は「解放戦争」と呼ばれ、82年のイスラエル軍の侵攻を除けば、戦車や長距離砲、ロケット砲を用いた、内戦でもっとも規模の大きな戦闘となった。アウンは一時、占領者からレバノンを守る英雄として、マロン派ばかりでなくムスリムにさえ支持者があらわれた。しかし、支援は途絶え、シリア軍の猛攻の前に敗北した。立てこもっていた大統領府へのシリア空軍による爆撃が始まると、アウンはフランス大使館に逃亡し、亡命を申請した。この総攻撃はレッド・ライン協定違反だったが、イスラエルはアメリカの懐柔により、シリアへの非難を控えた。
1990年10月13日にシリア軍が出動し、アウン派を制圧した。この際、多数のアウン派将兵が逮捕・処刑されるか、シリアに連行されたといわれる。親シリア派でアウンと対立的であったハラウィを中心に、キリスト教徒・ムスリム両派の民兵組織指導者が閣僚に就任した挙国一致内閣が樹立、内戦は一応の収束がなされた。
1991年3月に国会は特赦法を可決させ、全ての政治的な意図に基づく判決を免除した。5月からは東ベイルート、ジュニエといったマロン派の本拠地に進駐したシリアが、段階的に民兵組織を武装解除および解散させていったが、シリアやイランと深い関係を持つヒズボラは除外された。国軍も派閥性を排除したレバノン唯一の武装組織としての地位を維持するための再編がなされた。
1991年7月6日にサイダで発生したPLOと国軍の戦闘を最後に組織的戦闘は終結したが、その後も散発的な爆破テロは発生した。

## 内戦後

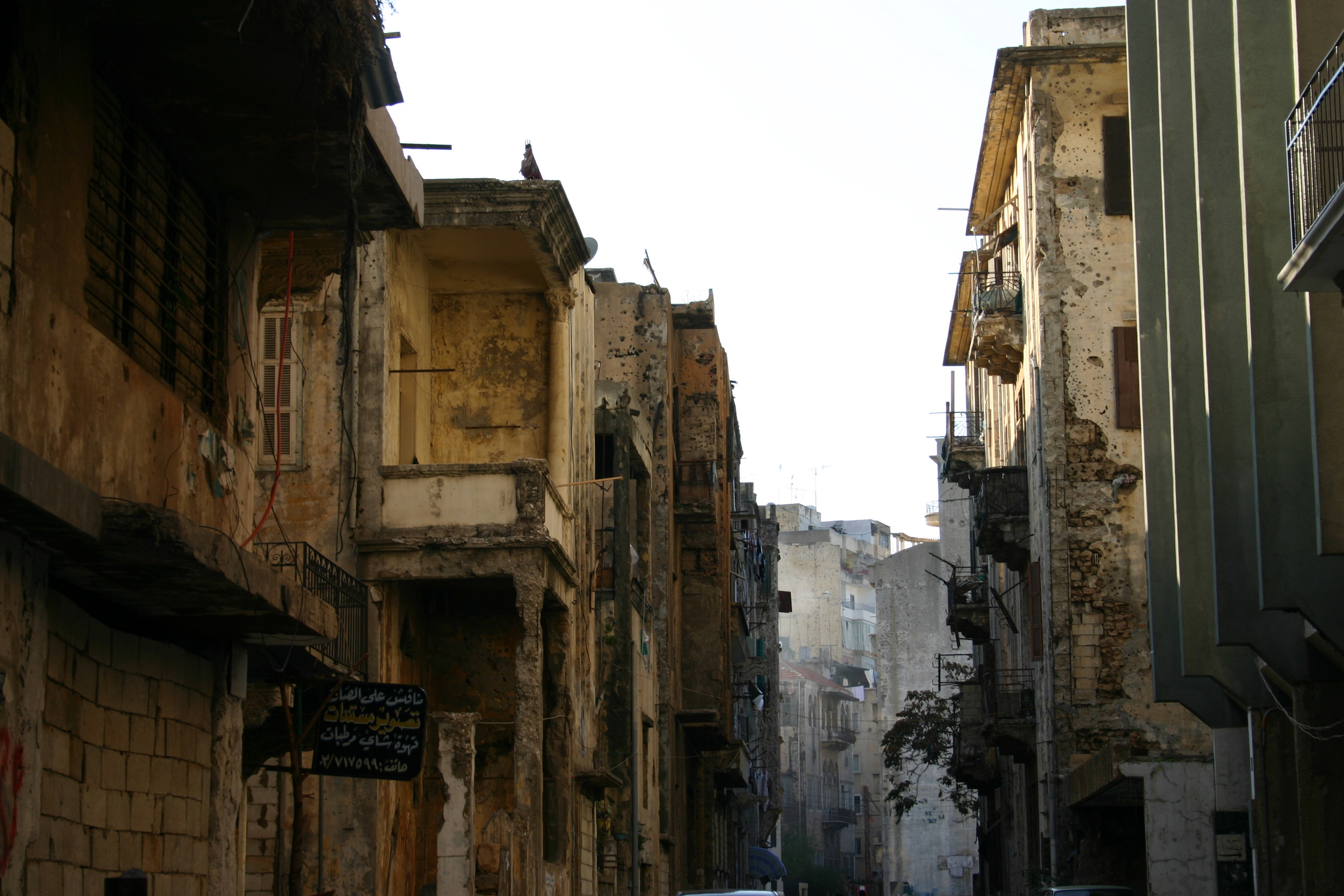
内戦終結から10年以上経過しても破壊されたままのベイルートの建物（2004年）

シリア支配
内戦終結後のレバノンはシリアの実質支配下に置かれ、およそ3万人とされるシリア軍がベッカー高原を中心に駐屯した。シリアは、単に軍の駐留のみならず、情報機関の関係者を積極的にレバノンの政府機関に送り込むなど、明に暗にレバノン政府を支配できるシステムを構築しているとされている。また、国会議員選挙にもハーフィズ・アル＝アサド大統領の「忠言」があったとされ、「レバノンの国会議員選挙の結果を知りたければ、シリアの大統領に聞けば良い」という風刺があるほどであった。さらに、ヒズボラに対する指揮・訓練・支援のために多数のイスラム革命防衛隊将兵がレバノン国内に駐在したといわれる。とは言え、シリア軍による武力での強制停戦は、レバノンに一応の平和をもたらし、「パクス・シリアーナ（シリアによる平和）」と呼ばれる状態となった。
シリアの軍事的支援を受けたレバノン国軍によって、多くの民兵組織が解体されたものの、シリアやイランが支援するヒズボラや反PLO系のパレスチナ難民組織は未だ武装解除されなかった。これは対イスラエル戦略のカードとしてヒズボラを利用したいシリアの思惑があった。
イスラエルの撤退
イスラエル軍も南部に駐留を続け、ヒズボラに対する作戦を続けた。1996年にはイスラエル国内で連続爆弾テロが発生し、ヒズボラの犯行としたイスラエル軍はレバノン南部を空襲した(怒りの葡萄作戦)。この時、レバノンで難民救援活動を行っていた国際連合レバノン暫定駐留軍フィジー軍部隊のキャンプが集中砲撃され、イスラエルは非難された。
イスラエルは2000年に南部から無条件撤退したものの、撤退後にできた空白地帯にはヒズボラが素早く入り込んで実質支配地域となり、この地域に対するイスラエルの越境砲撃や空爆が続行されている。また、シリアとレバノンの一種の不確定地域となっている南東部シェバア農場には現在もイスラエル軍が存在しており、「占領しているシリア領ゴラン高原の一部」と主張するイスラエルと、「レバノン領土」と主張するヒズボラと現在も交戦状態にある。
レバノン国軍
国軍は徴兵制を施行し、年々増強傾向にあるが、内実は治安維持程度のものと考えられる。ヒズボラ支配地域やシリア軍駐留地域、パレスチナ難民キャンプではレバノン政府の支配力は未だ限定的なものであり、シリア、イラン、そして、敵対するイスラエルは、レバノン政府を無視してヒズボラと直接交渉する事がほとんどである。内戦終結後は、アメリカが積極的に訓練支援や装備の引渡しを行なっていたが、ヒズボラ問題などもあって近年は停滞している。「内憂対策は国軍、外患（イスラエル）対策はヒズボラが行なう」という図式が事実上定着している。
パレスチナ難民
内戦の主役ともいえたパレスチナ難民は、シリアの思惑によって、内戦以降はむしろ追い詰められる事となった。内戦の原因の一つとなったカイロ協定は一方的に破棄され、既成化されていた市民権はレバノン政府によって剥奪された。レバノン国軍は、シリアの軍事的支援を受けてPLO系の軍事組織のほとんどを強引に武装解除し、シリアの思惑によって反PLO系組織以外のパレスチナ組織と難民は少なくともレバノン国内では武器と権利が取り上げられた。社会的な保障も無くなり、パレスチナ難民キャンプはスラム化した貧困地帯となっている。
レバノン軍団
シリアと反目したLFは一時こそ武装解除され政党化したが、1990年代前半に発生した爆弾テロ事件の首謀者としてジャアジャアが逮捕されると、レバノン政府によって非合法化されてしまった。これによってマロン派の有力な政治指導者は親シリアの一部政治家を除いてほぼ消滅したといわれる。フランスに亡命したアウンは同国を中心にシリア軍撤退と親シリア体制の解体を目指して、欧米のマロン派移民を結集して運動を行っていたが、アウンの帰国が事実上不可能だった当時、国内に影響力はほとんど無かったという。シリアに寝返ったホベイカは、2002年に何者かによって自家用車に仕掛けられた爆弾によって殺害された。ホベイカは、サブラ・シャティーラ事件を解明しようとした国際司法裁判所における法廷に証人として出席する直前であった。このため、同事件の真相は闇に葬られる結果となったという。
国土の荒廃
戦火の傷は深く、現在も内戦中に行方不明となった多くの国民が存在する。その一部には、PLO系パレスチナ難民や解放戦争時のキリスト教政府軍兵士もおり、彼らはシリアの刑務所に幽閉されていると信じられている。
15年に及ぶ断続的な戦争は、基幹産業の観光・金融を衰退させ、国土は荒廃した。1990年代はサウジアラビアに巨大な建設企業を保有するハリーリー元首相による経済復興が最優先され、ベイルートを中心に一時は復興の光が見えたが、2001年のアメリカ同時多発テロ後は、国内に駐留するシリア・イラン、ヒズボラが軒並みテロリスト・テロ国家の烙印を押され、アメリカから軍事援助を中心とする支援が凍結された。
シリアの撤退

イスラエル撤退後、シリア軍も撤退すると思われたが、ベイルートやマロン派地域等からベッカー高原への兵員移動など、名目的な撤退のみにとどまったため、一時的にマロン派やドルーズ派によって反シリア運動が展開されたが、レバノン当局によって鎮圧された。ベッカー高原はヒズボラの拠点であると同時に、シリアの対イスラエル戦略の要衝とされている。長距離レーダー基地など軍事施設がひしめく地域といわれ、シリアの駐留は永続化すると考えられていた。
2004年9月、国際連合安全保障理事会はレバノン情勢に関する決議を採択した。これは駐留を続けるシリアへの撤退勧告及びヒズボラ等、武装を続ける民兵組織の解体を促す内容のものであった。ただし、シリア及びレバノン政府はこの決議を「不適切」としており、特にレバノン政府はヒズボラを「不当に占領を続けるイスラエルへの正当な抵抗」集団としている姿勢を崩さなかった。
2005年2月に起きたハリーリー元首相暗殺爆弾テロは、国際社会の反発を呼び込み、アメリカなどの圧力もかかり、シリア軍は遂に段階的撤退を開始した。同年4月までに情報機関を含めてシリア軍は完全撤退した。次いでフランスに亡命していたアウンが帰国。同年6月に行なわれたレバノン総選挙では、ハリリ派の政党連合が、ワリード・ジュンブラートや反シリア派キリスト教徒勢力と手を組み、勝利を収めた。アウンは自らの党派を旗揚げしたが、ハリーリー派には加わらず、反シリア・反ハリーリー派キリスト教徒の支持を集めた。LF指導者で刑務所に収監されていたジャアジャアも、シリア撤退と政権交代によって収監の必要がなくなり、同年8月に釈放され、レバノン軍団の党首に復帰した。90年に成立したレバノンのパックス・シリアナは15年で終わりを迎えた。
イスラエル再侵攻

2006年7月、ヒズボラはイスラエル領に侵入して兵士を拉致した。このためイスラエル軍はレバノンへの空爆、地上軍侵攻を伴う大規模な軍事行動を起こした。長期化も心配されたが、8月に国連の停戦決議が採択されて両者は停戦、国連レバノン暫定軍がイタリア主体で2000人規模に増員・再編成されて展開し、イスラエル軍は10月に撤収した。今後は国連によってレバノン軍の強化が行われるが、ヒズボラの武装解除など解決の見通しが立たない課題が山積みである。

## レバノン内戦を扱った作品
映画
- 戦場でワルツを（2008年、イスラエル） - アニメ映画。
- レバノン（2009年、イスラエル・フランス・ドイツ合作）
- 灼熱の魂（2010年、カナダ・フランス合作） - 1975年の内戦勃発前後のレバノン社会が描かれている。
- ゼロ タウン 始まりの地（2012年、イギリス・イスラエル合作）

音楽
- “The Lebanon” - レバノン内戦を扱ったヒューマン・リーグの1984年の楽曲。